# تامورا کیوآکی
تامورا کیوآکی (به ژاپنی: 田村 清顕 Tamura Kiyoaki)؛ ? – ۱۵۸۶) یک دایمیو در ولایت موتسو بود. دختر او مگوهیمه همسر داته ماسامونه بود.